# 蒙帕纳斯火车脱轨事故
蒙帕纳斯火车脱轨事故（英語：Montparnasse derailment）发生在法國時間1895年10月22日16:00，当时來往格兰维尔和巴黎的列車在蒙帕纳斯火车站越过了止衝擋。由于火车晚点了几分钟，司机试图加快速度弥补损失的时间，但火车进站速度太快，空气制动故障。列车冲过缓冲站后，越过车站大堂，撞穿车站围墙；机车掉到了下面的雷恩广场上，列車頭插在廣場上。虽然乘客幸免于难，但街道上的一名妇女被倒塌的砖石砸死。

## 出轨
1895 年 10 月 22 日，由Chemins de fer de l'Ouest运营的 格兰维尔至巴黎和蒙帕纳斯快车，由 721 号蒸汽机车牵引三辆行李车，一辆邮车和六辆客车。火车于 08:45 准时离开格兰维尔，但在接近其巴黎蒙帕纳斯终点站时晚了几分钟，车上载有 131 名乘客。为了弥补损失的时间，火车以40—60 km/h（25—37 mph）的速度，比平时更快地接近车站 ，当驾驶员尝试使用空气制动时，它出现故障。仅机车刹车不足以让列车停下，动量将其带入缓冲区，机车穿越了近30-（98-英尺）宽的车站大堂，冲过一个60-（24-英寸）厚墙，落到雷恩广场下面。面街上的一名妇女被倒塌的砖石砸死，两名乘客、消防员、两名警卫和街上的一名路人受伤。 
在事故發生時，那个女人，玛丽-奥古斯丁·阿吉拉德，一直在替她的丈夫做报摊，而他的丈夫正在去取晚报。

## 后果
机车司机因接近车站太快而被判入狱两个月，並罚款50法郎。一名警卫被罚款25法郎，因为他忙于文书工作，没有拉手刹。
客车没有损坏，很容易被移除。在法律程序和调查允许铁路开始拆除机车和招标之前花了 48 小时。人員曾试图用 14 匹马移动机车，但失败了。10名男子驅動250吨位绞车将机车降到地面，然后将小车抬回车站。当机车到达铁路车间时，发现它几乎没有损坏。

## 後續

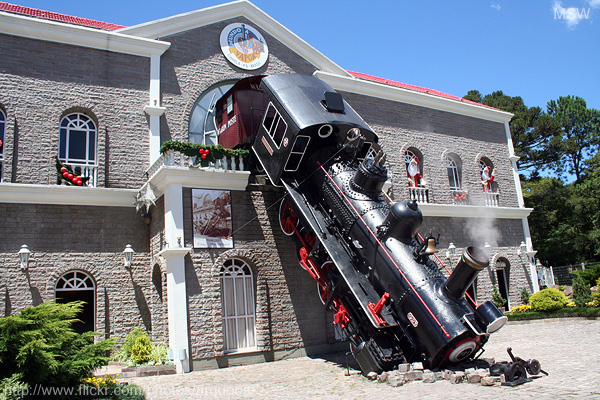
巴西Mundo a Vapor 主题公园的事故重現

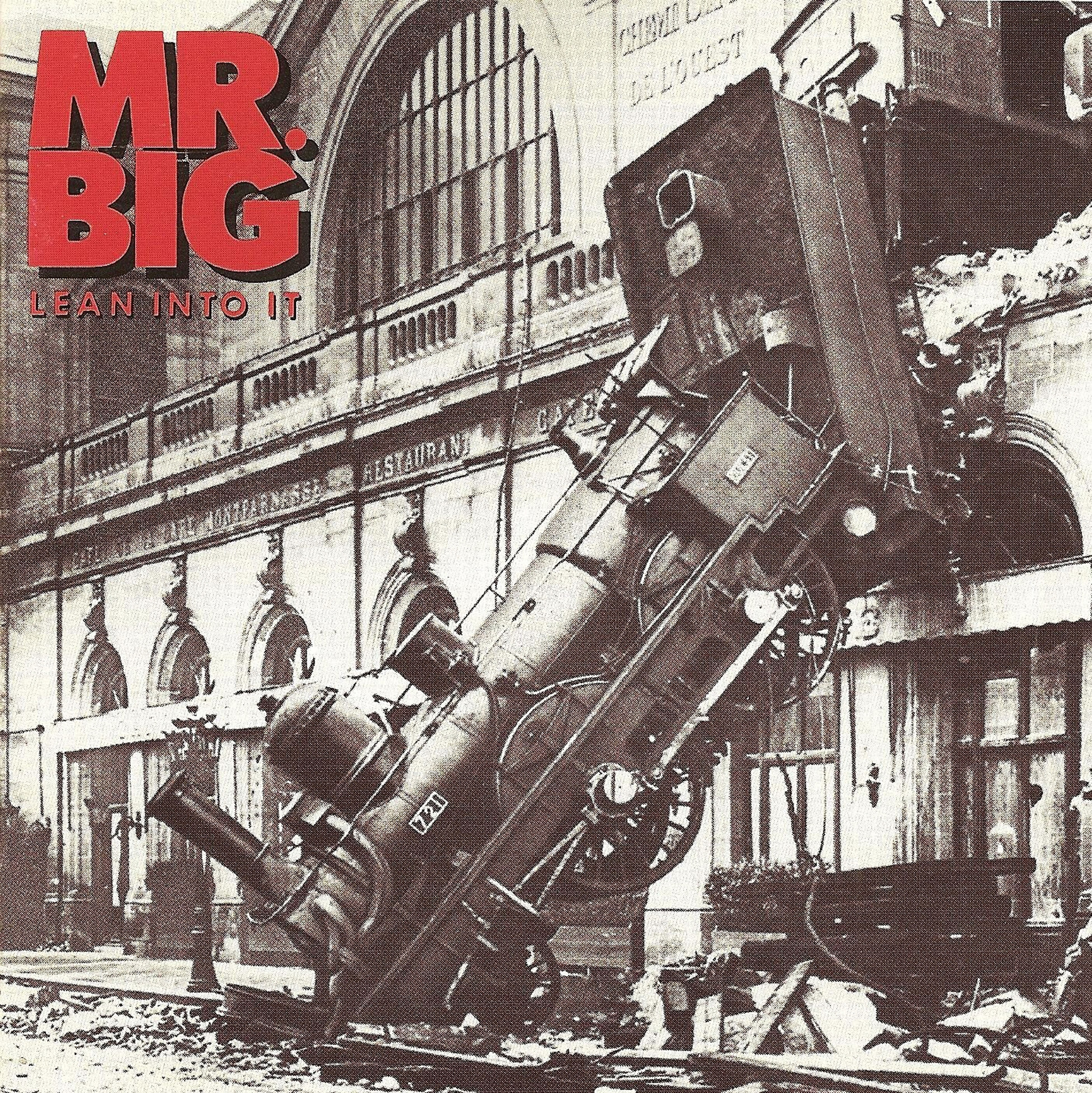
Mr. Big 专辑封面中的出轨

残骸在车站外停留了几天并拍摄了许多照片，例如 Studio Lévy and Sons、L. Mercier、和 Henri Roger-Viollet 拍摄的照片。
Lévy and Sons 的照片已成为交通史上最著名的照片之一。这张照片现在属于公共领域，被用作约翰·泰勒的《错误分析简介》一书的封面。这张照片出现在美国摇滚乐队Mr. Big的Lean Into It专辑封面和荷兰摇滚乐队The Ex与Tom Cora的Scrabbling at the Lock专辑封面上，这两个专辑均于 1991 年首次发行， 和 2019 年Dial-up Jeremy的专辑Warranty Void If Removed。 
在同一地点发生的几乎相同的火车事故出现在 1998 年的《托马斯和朋友》剧集中，名为“A Better View For Gordon”，并在 2007 年的小说《雨果·卡布雷特的发明》及其 2011 年的电影改编版《雨果》中作为梦境出现。它在漫画系列《阿黛尔·布兰克-塞克的非凡冒险》中有所描述，在 1978 年的第四张专辑《Momies en folie》中。

## 一般来源
- Richou, G. . La Nature. No. 1171. 1895-11-09  [2019-01-10]. （原始内容存档于2022-03-28） （French）.